# Караманлис, Константинос
Константи́нос Карама́нлис (греч. Κωνσταντίνος Καραμανλής; 8 марта 1907, Проти, Османская империя — 23 апреля 1998, Афины, Греция) — греческий государственный и политический деятель. Один из крупнейших греческих политиков второй половины XX века, занимал должности премьер-министра Греции (1955—1963 с перерывами, а также 1974—1980) и президента Греции (1980—1985 и 1990—95).

## Биография
Константинос Караманлис родился в селе Проти (Πρωτη), в северной Греции. Из семьи караманлидов. Отец — Георгиос Караманлис, участник македонской этнической войны 1904—1908 годов, в которой греческие андарты области Македония воевали против болгарских четников ВМОРО и против турецкой регулярной армии. Часть караманлидов вступила в ряды андартов. Сохранился снимок маленького Константиноса Караманлиса в андартском обмундировании.
В 1929 году Константинос окончил юридический факультет Национального университета Афин. С 1932 года работал адвокатом в городе Серес, неподалёку от своего родного села. В 1935 году там же был избран депутатом от Народной партии в возрасте 28 лет, являясь самым молодым местным политиком. Был переизбран в 1939 — на последних выборах перед Второй мировой войной.
Во время немецкой оккупации в 1941—1944 годах занимался адвокатской практикой в Афинах.
В 1946 году вновь избран в парламент.
В 1946—1947 годах — министр труда.
В 1948 году — министр транспорта.
В 1948—1950 годах — министр по социальным вопросам.
В 1950 году — министр обороны.
В 1952—1955 годах — министр общественных работ Греции.
В 1955—1963 годах — премьер-министр Греции (с небольшими перерывами). На этом посту активно модернизировал национальную экономику, заключил соглашение об ассоциированном членстве страны в ЕЭС. Рост ВВП составлял в среднем 6,25 % в год. В 1963 году вступил в конфликт с королём Павлом I по вопросу руководства вооруженными силами, ушёл в отставку. Проиграв выборы 1963 года, эмигрировал во Францию.
В 1959—1960 годах оказался в центре скандала, связанного с интервью Макса Мертена, бывшего военного адвоката немецкого контингента, размещенного во время Второй мировой войны в Салониках. В 1959 году, несмотря на возмущение немки по происхождению королевы Фредерики, Мертен был выдан по запросу западногерманских властей и предстал перед судом ФРГ. В конечном счёте он был оправдан за недостаточностью доказательств. Однако западногерманская пресса опубликовала выдержки из показаний Мертена, в которых он сообщал о пособничестве Караманлиса и тогдашнего министра внутренних дел Такоса Макриса немецким оккупационным властям, а также указывал, что за свои услуги они были вознаграждены имуществом еврея, отправленного в лагерь смерти Освенцим. В ответ Караманлис назвал обвинения со стороны Мертена абсурдными и обвинил его в попытке шантажа. Греческим судом свидетельства Мертена были признаны клеветническими.
Во время диктатуры «чёрных полковников» (1967−1974) находился в изгнании. После провала попытки оккупации Кипра Грецией в стране возник политический кризис: хунта утратила доверие народа. В связи с этим в 1974 году состоялось совещание старейших греческих политиков, которое привело к упразднению диктатуры. Совещание призвало Караманлиса вернуться из изгнания и занять должность премьер-министра правительства национального единства. В тот же год он создаёт партию «Новая Демократия».
В 1974—1980 годах — премьер-министр Греции. За время пребывания на этом посту сумел добиться перехода от диктатуры к демократии, этот процесс получил название «политический поворот» (греч. μεταπολίτευση [Metapolitefsi]). Добился серьёзного подъёма экономики страны, результатом которого стало решение ЕЭС 1979 года о приеме Греции в организацию с 1981 года. В сфере международной политики расширил связи с арабскими государствами и странами советского блока. Поддерживал приятельские отношения с Тодором Живковым. В октябре 1979 стал первым главой греческого правительства, посетившим СССР.
В 1980—1985 и в 1990—1995 годах — президент Греции. Участник «Делийской шестёрки» — обращения шести глав государств к ядерным державам с призывом к отказу от испытаний ядерного оружия, снижению уровня его производства и сокращению накопленных арсеналов, к предотвращению термоядерной войны и гонки вооружений в космосе 22 мая 1984 года).
Его племянник Костас Караманлис занимал пост премьер-министра Греции в 2004—2009 годах.
Считался заядлым игроком в гольф.

## Награды
- Цепь ордена «За заслуги перед Итальянской Республикой» (Италия, 18 ноября 1980 года)[2].
- Большой крест ордена «За заслуги перед Итальянской Республикой» (Италия, 9 января 1959 года)[3].
- Цепь ордена Карлоса III (Испания, 3 октября 1994 года)[4].